# Comuna Aksakovo, Varna
Aksakovo (în bulgară Аксаково) este o comună în regiunea Varna, Bulgaria, formată din orașul Aksakovo și 22 de sate. 

## Localități componente

### Orașe
- Aksakovo

### Sate
| - Botevo - Dobrogled - Doliște - Gheneral Kantardjievo - Iarebicina - Ignatievo - Izvorsko - Kicevo | - Klimentovo - Krumovo - Kumanovo - Liuben Karavelovo - Novakovo - Oreșak - Pripek | - Radevo - Slăncevo - Vodița - Văglen - Zasmeano - Osenovo - Zornița |

## Demografie
Componența etnică a obștinei Aksakovo
     Romi (11,3%)
     Turci (1,54%)
     Bulgari (69,93%)
     Nicio identificare (11,97%)
     Altele (5,24%)
La recensământul din 2011, populația comunei Aksakovo era de 20.426 locuitori. Din punct de vedere etnic, majoritatea locuitorilor (69,93%) erau bulgari, existând și minorități de romi (11,3%) și turci (1,54%). Pentru 11,97% din locuitori nu este cunoscută apartenența etnică.